# Riserva faunistica degli okapi
La Riserva faunistica degli okapi (in francese: Réserve de faune à okapis) è un'area naturale protetta situata nella foresta pluviale del fiume Ituri, nel nord-est della Repubblica Democratica del Congo, vicino al confine con Sudan e Uganda. Con i suoi 14.000 km² copre circa un quinto dell'intera foresta.
La riserva faunistica di specie di primati e uccelli in via di estinzione è di circa 5000 Okapi, sui 30.000 che vivono in natura. Nel 1996, c'erano anche circa 7.500 elefanti e 7.500 scimpanzé all'interno della riserva, anche se questi numeri sono probabilmente diminuiti significativamente negli ultimi anni a causa del bracconaggio e dell'instabilità politica. La riserva, creata nel 1992, ha anche siti panoramici eccezionali, tra cui le cascate di Ituri ed Epulu. È abitata da popolazioni nomadi tradizionali di pigmei Mbuti e cacciatori di Efe.
Nel 1996 è stato riconosciuto come sito patrimonio dell'umanità dall'UNESCO.

## Descrizione
Come suggerito dal nome, il parco è dedicato agli okapi. Nel 1996 ne sono stati stimati 3.900-6.350 esemplari nel parco. È anche il luogo in cui si trova il Centro di Ricerca e Conservazione di Epulu, sul fiume Epulu. Questo centro risale al 1928 quando il campo venne fondato dall'antropologo statunitense Patrick Putnam come punto di cattura, dove gli okapi selvatici venivano catturati e spediti negli zoo europei ed americani. È tuttora usato per la cattura degli animali, anche se vengono usate diverse metodologie. Vengono catturati, tenuti in cattività, lasciati riprodurre e solo i figli vengono trasferiti, visto che ne è stata dimostrata la maggior possibilità di sopravvivenza. Il centro viene utilizzato anche per lavori di conservazione e ricerca.
Oltre agli okapi la riserva ospita anche altre specie a rischio, come gli elefanti delle foreste ed almeno tredici specie di simiiformes. Questa terra è abitata dalla tribù nomade dei pigmei bambuti e da agricoltori bantu indigeni.

## Minacce e attacchi contro la riserva
La riserva faunistica degli okapi venne aggiunta ai patrimoni dell'umanità nel 1997. I maggiori problemi del parco sono il disboscamento, causato soprattutto dall'agricoltura, e la caccia a sfondo commerciale per la vendita di bushmeat. Anche le miniere d'oro hanno rappresentato un problema. Nel 1997, il Comitato dell'UNESCO ha iscritto la riserva nella Lista del Patrimonio Mondiale in Pericolo appena un anno dopo la sua iscrizione nella Lista del Patrimonio dell'umanità a seguito di notizie di conflitti armati nell'est del paese, conflitti che hanno portato al saccheggio e al massacro di elefanti. Dal 2005 le guerre nella parte orientale dello stato si è spostata dentro i confini del parco, obbligando i dipendenti a fuggire. Mentre gli indigeni bambuti e bantu rispettano la foresta, non si può dire la stessa cosa degli immigrati. 
La RFO è stata bersaglio di numerosi attacchi da parte di miliziani attivi nella regione per diversi anni. Il 24 giugno 2012, il centro di ricerca di Epulu è stato bersaglio di un attacco da parte di ribelli Mai-Maiarmati, bracconieri di elefanti e minatori illegali. Sei persone, tra cui due guardie forestali, sono state uccise, i locali della riserva saccheggiati e dati alle fiamme e 13 dei 14 okapi presenti sul sito massacrati. Il 20 luglio 2012, l'UNESCO ha stanziato 30.000 dollari in aiuti di emergenza per aiutare la ricostruzione e per aiutare le famiglie delle vittime. All'inizio di agosto, la situazione della sicurezza era migliorata grazie alle truppe dell'esercito congolese e alle guardie dell'Autorità congolese per la fauna selvatica, ed erano iniziati i preparativi per le riparazioni del centro. 
Il 4 luglio 2017, una dozzina di eco-guardie sono state uccise durante un attacco da parte di uomini armati ai posti di sicurezza in questa area protetta vicino a Mambasa. I giornalisti stranieri (due britannici e un americano), e diversi ranger del parco locale sono fuggiti illesi ma cinque dipendenti della riserva (quattro guardiani e un tracker) sono stati uccisi. Anche molti degli aggressori furono uccisi.  Dal 2020 nella regione imperversa la milizia Simba guidata da "Manu", ex braccio destro del leader della milizia Paul Sadalah alias Morgan, ucciso dalle FARDC. Questa milizia è caratterizzata da attacchi alle aree minerarie.